# مارگارت جوی تیبتز
مارگارت جوی تیبتز (انگلیسی: Margaret Joy Tibbetts؛ ۲۶ اوت ۱۹۱۹ – ۲۵ آوریل ۲۰۱۰) دیپلمات اهل ایالات متحده آمریکا بود. او از سال ۱۹۶۴ تا ۱۹۶۹ در دوران ریاست‌جمهوری لیندون جانسون، سفیر ایالات متحده در نروژ بود. او در آکادمی گولد و کالج ویتون در ماساچوست تحصیل کرد و مدرک دکترای خود را از کالج برین مار دریافت کرد. او دو مدرک افتخاری نیز از کالج بیتس در سال ۱۹۶۲، و از کالج بودین در سال ۱۹۷۳ دریافت کرد.

## اوایل فعالیت حرفه‌ای
تیبتز در سال ۱۹۴۹ سوگند یاد کرد و نخستین مأموریت او در بخش امور سیاسی سفارت ایالات متحده در انگلستان بود. یکی از وظایف اصلی او در چند سال پس از آن، نظارت بر سیاست بریتانیا در قبال آفریقا، به ویژه بحث در مورد ایجاد یا عدم ایجاد فدراسیون آفریقای مرکزی بود. این فدراسیون در سال ۱۹۵۳ تشکیل شد و متشکل از رودزیای جنوبی (زیمبابوه)، رودزیای شمالی (زامبیا) و نیاسالند (مالاوی) بود. تیبتز دولت ایالات متحده را تشویق کرد تا از تصمیم بریتانیا حمایت کند و در نتیجه به تسهیل مشارکت آمریکا در فدراسیون کمک کرد. تیبتز در حین خدمت در سفارت در لندن، در کنفرانسی در موزامبیک شرکت کرد و در سفر خود از چندین بخش آفریقا بازدید کرد. در سال ۱۹۵۵، وزارت امور خارجه او را به کنسولگری در لئوپولدویل (کینشاسا)، در کنگوی بلژیکی (جمهوری دموکراتیک کنگو) اعزام کرد. او به مدت دو سال با تمرکز بر مسائل اقتصادی خدمت کرد. او در پیامی به همکاران خود در واشینگتن در مورد پتانسیل رهبران اتحادیه کنگو مانند پاتریس لومومبا برای ایفای نقش کلیدی در جنبش‌های ملی‌گرایانه در آینده هشدار داد. در سال ۱۹۵۷، تیبتز به وزارت امور خارجه بازگشت و به دفتر اروپا پیوست.

## سفیر در نروژ
پس از دو سال کار در دفتر امور اروپای وزارت امور خارجه، در سال ۱۹۵۹ تیبتز به کارکنان ادارهٔ همکاری‌های بین‌المللی پیوست و برای یک دورهٔ دو ساله در این اداره خدمت کرد. سپس در سال ۱۹۶۱ در سفارت آمریکا در بلژیک منصوب شد و به مدت سه سال به کار در این سفارتخانه مشغول شد. پس از آن تصدی، وی در سمینار بزرگ وزارت امور خارجه ثبت نام کرد و در زمانی که در آن سمینار شرکت می‌کرد، خبر احتمال انتصاب وی به عنوان سفیر اعلام شد.
در ۲۸ مارس ۱۹۶۴ در طی یک کنفرانس مطبوعاتی در مزرعه خود در تگزاس، رئیس‌جمهور لیندون جانسون اعلام کرد که «ما خانم مارگارت تیبتز را که یک افسر خدمات خارجی درجه یک است، به‌عنوان سفیر معرفی کرده‌ایم یا قصد داریم که معرفی کنیم.» او سپس افزود که «او دارای مدرک دکتری از برین مار است و در مین به دنیا آمده‌است.» صبح روز بعد تیبتز در دفتر خاطرات خود به اعلامیهٔ رئیس‌جمهور و همچنین گمانه‌زنی‌ها مبنی بر اعزام او به فنلاند اشاره کرد. در ۲۸ آوریل، تیبتز، همراه با دو زن دیپلمات دیگر، با جانسون در دفتر بیضی کاخ سفید ملاقات کرد. او در دفتر خاطرات خود این ملاقات را «بسیار شگفت‌انگیز» توصیف کرد. در ۲۰ ژوئیهٔ ۱۹۶۴، جانسون به تیبتز اطلاع داد که به‌عنوان سفیر در نروژ معرفی شده‌است. جلسهٔ استماع او در کمیتهٔ روابط خارجی سنا در ۲۸ ژوئیه برگزار شد و خیلی زود توسط کل سنا نیز تأیید شد. در ۱۲ سپتامبر ۱۹۶۴، تیبتز مجدداً قبل از عزیمت به نروژ، برای مدت کوتاهی با جانسون در دفتر بیضی ملاقات کرد.
تیبتز با کشتی وارد اسلو شد و به‌عنوان سفیر شروع به کار کرد. یکی از برجستگی‌های دوران تصدی او در دسامبر ۱۹۶۴ زمانی بود که مارتین لوتر کینگ در حال دریافت جایزهٔ صلح نوبل بود، میزبان او و همراهانش بود. او در زمان سفارت در نروژ در مذاکرات مربوط به پایگاه‌های نظامی و تسلیحات اتمی شرکت کرد. او همچنین به ترتیبات دیپلماتیک برای سفر اولاو، پادشاه نروژ، به واشینگتن کمک کرد. او در سال ۱۹۶۸ به ایالات متحده بازگشت و سپس برای مدت کوتاهی به‌عنوان معاون دستیار وزیر امور خارجه در امور اروپا خدمت کرد. تیبتز در سال ۱۹۷۱ بازنشسته شد و به شهر زادگاهش بتل، مین بازگشت تا از مادرش مراقبت کند. او سپس به تدریس دوره‌هایی در کالج بودین مشغول شد و یکی از اعضای فعال انجمن تاریخی بتل بود. او همچنین برای حمایت از آکادمی گولد و کتابخانهٔ عمومی بتل فعالیت می‌کرد. او برای حدود ۴۰ سال یک چهرهٔ شناخته‌شده در بتل بود و اغلب می‌شد او را در حال پیاده‌روی تند بر روی تپهٔ پارادایس دید. او در آوریل ۲۰۱۰ در سن ۹۰ سالگی درگذشت.